# World Be Gone
World Be Gone es el decimoséptimo álbum del dúo británico de synthpop Erasure, realizado el 19 de mayo de 2017. El álbum fue producido por Erasure y mezclado por Matty Green.
Este álbum cuenta con sólo dos temas bailables, el tema que abre el álbum y es el primer sencillo Love You to the Sky y el tema que cierra el álbum Just A Little Love -casualmente el primer y tercer corte-, los otros ocho temas son de tono más lento y la mayoría cuenta con letras con grandes críticas a la política internacional, con el Brexit y la llegada de Donald Trump a la presidencia de Estados Unidos como eje. World Be Gone, el tema que da nombre a la placa fue el segundo corte.
World Be Gone, alcanzó el puesto 6 del ranking británico, la mejor posición de un álbum de Erasure desde 1994, cuando I Say I Say I Say había alcanzado la cima del chart.
También alcanzó el puesto número 28 en el ranking alemán, 137 en Estados Unidos y 99 en España.
En marzo de 2018, se editó World Beyond, un álbum con todos los temas de World Be Gone pero en lugar de los sintetizadores, son tocados en forma orquestal por la banda Echo Collective, siempre con la voz de Andy Bell, quien volvió a grabar para la ocasión.

## Lista de temas
Edición en CD, Disco de vinilo, Casete e Internet
| World Be Gone |                                 |          |  |
| N.º           | Título                          | Duración |  |
| 1.            | «Love You to the Sky»           | 4:26     |  |
| 2.            | «Be Careful What You Wish For!» | 3:21     |  |
| 3.            | «World Be Gone»                 | 3:39     |  |
| 4.            | «A Bitter Parting»              | 3:13     |  |
| 5.            | «Still It's Not Over»           | 4:03     |  |
| 6.            | «Take Me Out of Myself»         | 4:34     |  |
| 7.            | «Sweet Summer Loving»           | 3:55     |  |
| 8.            | «Oh What A World»               | 4:15     |  |
| 9.            | «Lousy Sum of Nothing»          | 4:12     |  |
| 10.           | «Just A Little Love»            | 3:33     |  |

Edición japonesa en CD, Disco de vinilo, Casete e Internet
| World Be Gone |                                        |          |  |
| N.º           | Título                                 | Duración |  |
| 1.            | «Love You to the Sky»                  | 4:26     |  |
| 2.            | «Be Careful What You Wish For!»        | 3:21     |  |
| 3.            | «World Be Gone»                        | 3:39     |  |
| 4.            | «A Bitter Parting»                     | 3:13     |  |
| 5.            | «Still It's Not Over»                  | 4:03     |  |
| 6.            | «Take Me Out of Myself»                | 4:34     |  |
| 7.            | «Sweet Summer Loving»                  | 3:55     |  |
| 8.            | «Oh What A World»                      | 4:15     |  |
| 9.            | «Lousy Sum of Nothing»                 | 4:12     |  |
| 10.           | «Just A Little Love»                   | 3:33     |  |
| 11.           | «Nothing I Could Say»                  |          |  |
| 12.           | «Love You To The Sky (Ladytron Remix)» |          |  |

Edición especial limitada griega en CD
| CD 1: World Be Gone |                                 |          |  |
| N.º                 | Título                          | Duración |  |
| 1.                  | «Love You to the Sky»           | 4:26     |  |
| 2.                  | «Be Careful What You Wish For!» | 3:21     |  |
| 3.                  | «World Be Gone»                 | 3:39     |  |
| 4.                  | «A Bitter Parting»              | 3:13     |  |
| 5.                  | «Still It's Not Over»           | 4:03     |  |
| 6.                  | «Take Me Out of Myself»         | 4:34     |  |
| 7.                  | «Sweet Summer Loving»           | 3:55     |  |
| 8.                  | «Oh What A World»               | 4:15     |  |
| 9.                  | «Lousy Sum of Nothing»          | 4:12     |  |
| 10.                 | «Just A Little Love»            | 3:33     |  |

| CD 2: Be Careful What You Wish For! Greek Remixed EP |                                                                     |          |  |
| N.º                                                  | Título                                                              | Duración |  |
| 1.                                                   | «Be Careful What You Wish For!» (Lacquer Remix)                     | 5:52     |  |
| 2.                                                   | «Be Careful What You Wish For!» (Paint A Rumour Remix by Marsheaux) | 5:29     |  |
| 3.                                                   | «Be Careful What You Wish For!» (Tareq Remix)                       | 5:56     |  |
| 4.                                                   | «Be Careful What You Wish For!» (Eliot's Circuit Mix)               | 3:05     |  |
| 5.                                                   | «Be Careful What You Wish For!» (Fotonovela Remix)                  | 4:38     |  |
| 6.                                                   | «Be Careful What You Wish For!» (Metroland's Mono-Poly Mix)         | 6:37     |  |

## Datos adicionales
Una versión acústica de Take Me Out of Myself fue presentada en una minipresentación realizada el 4 de noviembre de 2016, en Birmingham, con motivo de cerrar los festejos por los 30 años de la banda.

## Cortos
En agosto de 2017, se realizaron oficialmente, 5 cortos que cuentan cada uno con una parte de una canción del álbum, a saber:
1. World Be Gone
2. Be Careful What You Wish For!
3. Just A Little Love
4. Oh What A World
5. A Bitter Parting

## Créditos
Todos los temas fueron escritos por Andy Bell y Vince Clarke

Producido por Erasure.

Producción vocal Mike Allison.

Mezclado por Matty Green.

Masterizado por Eric Boulanger en The Bakery.

Dirección de arte por Andy Bell y Paul A. Taylor.

Pinturas y diseño por Louise Hendy en Blue Ink Creative.